# 蕾佳娜皇宫酒店

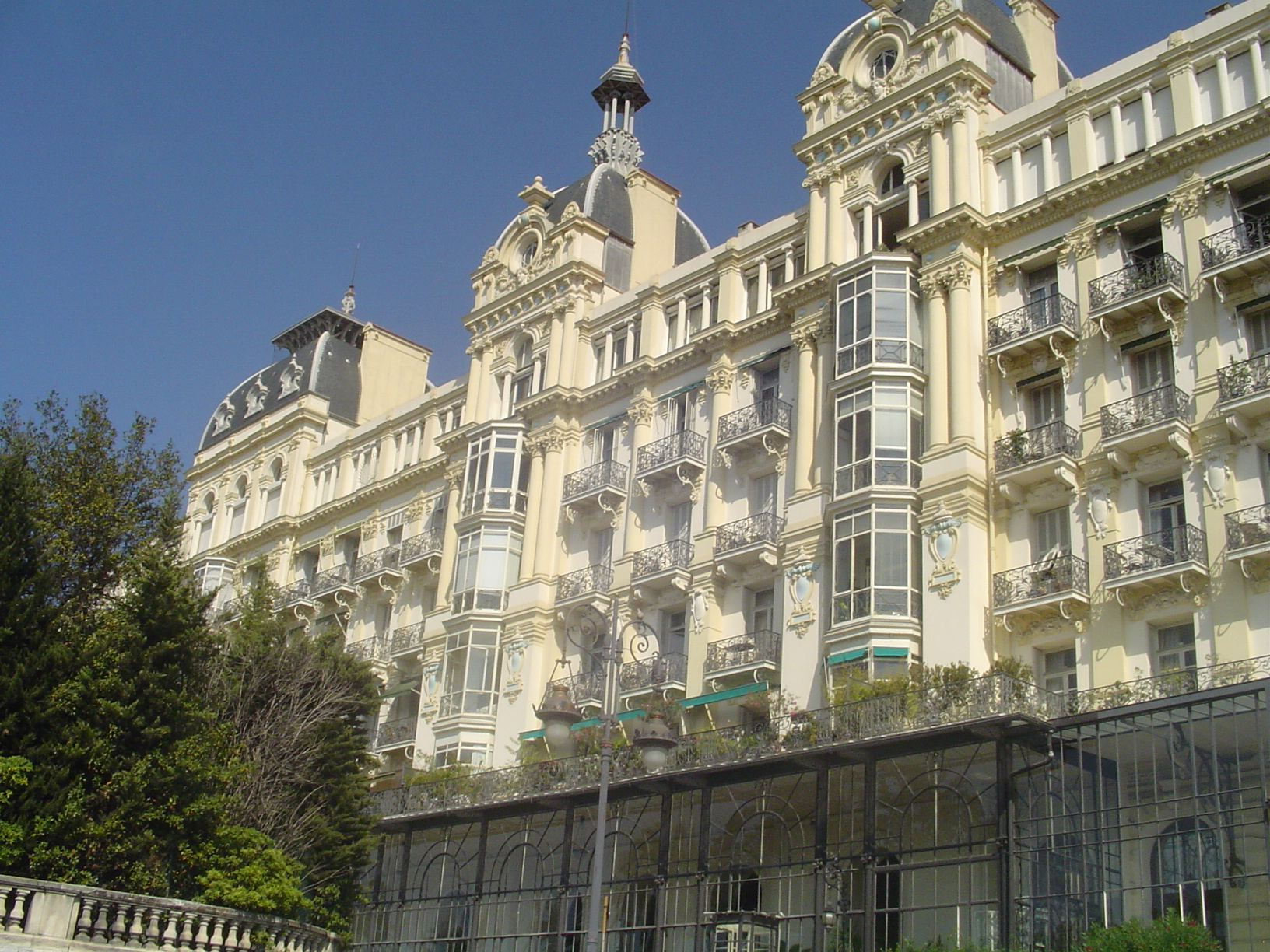

蕾佳娜皇宫酒店（Excelsior Régina Palace）是法国尼斯的一个豪华酒店，建于1895-1897年，位于西米埃兹区。

## 历史

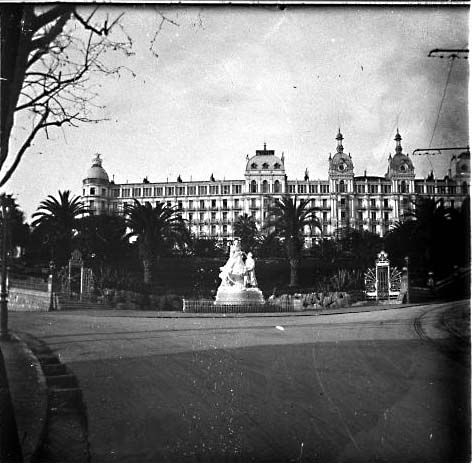

19世纪后期，欧洲贵族流行到地中海过冬。英国维多利亚女王先后选择了芒通、戛纳和格拉斯。1895-1897年在此建造了这座豪宅以适合她的需求。 1920年出售。1929年股市崩盘，对酒店业打击沉重。1934年宣告破产并出售。1937年，四百房间改造成98套公寓。1938-1943年，画家马蒂斯曾在此居住。

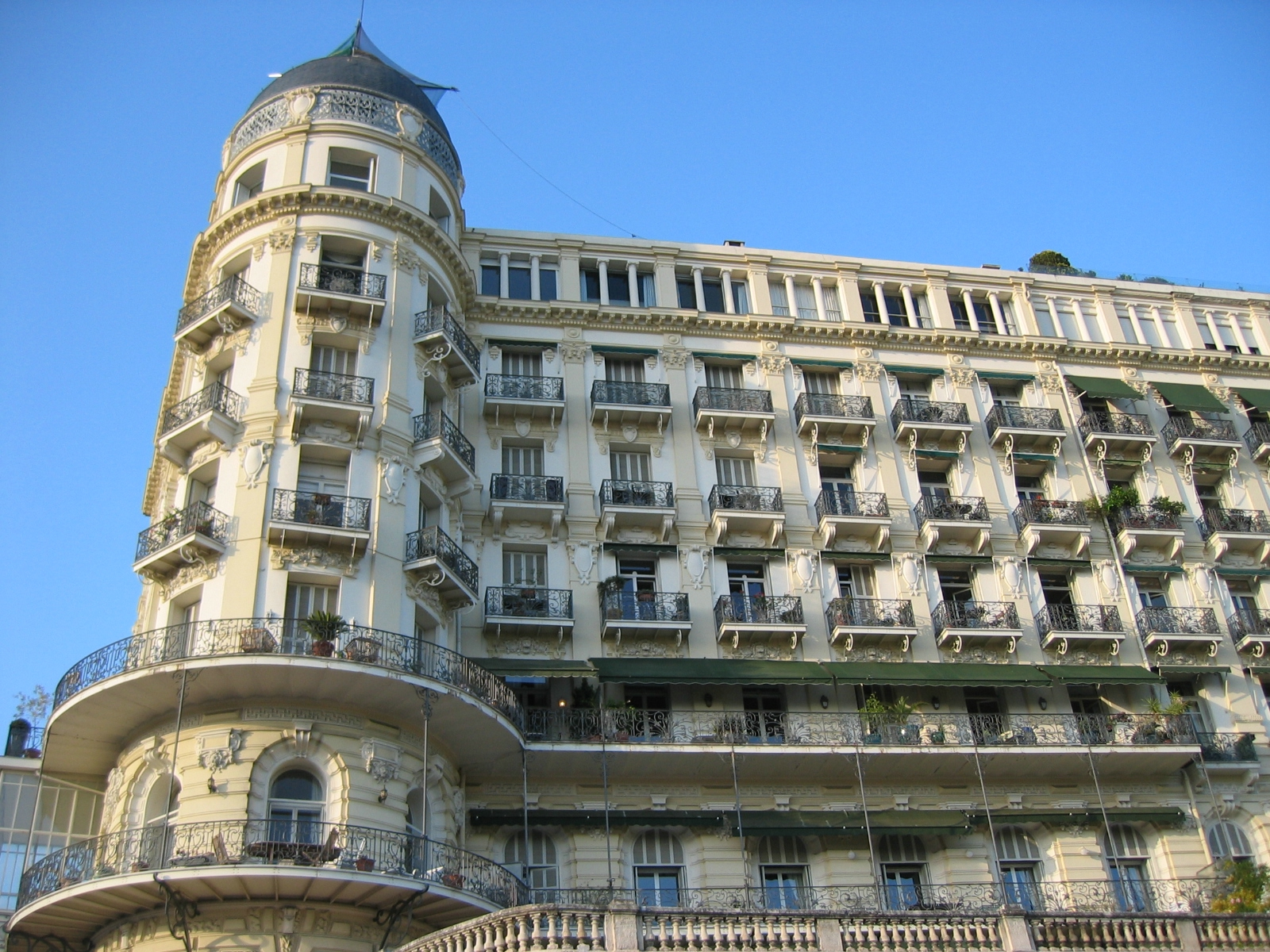

该建筑由塞巴斯蒂安 - 马塞尔·比亚西尼（1841年至1913年）设计。建筑面积6260平方米，楼高五层。建筑风格为美好年代风格。. 

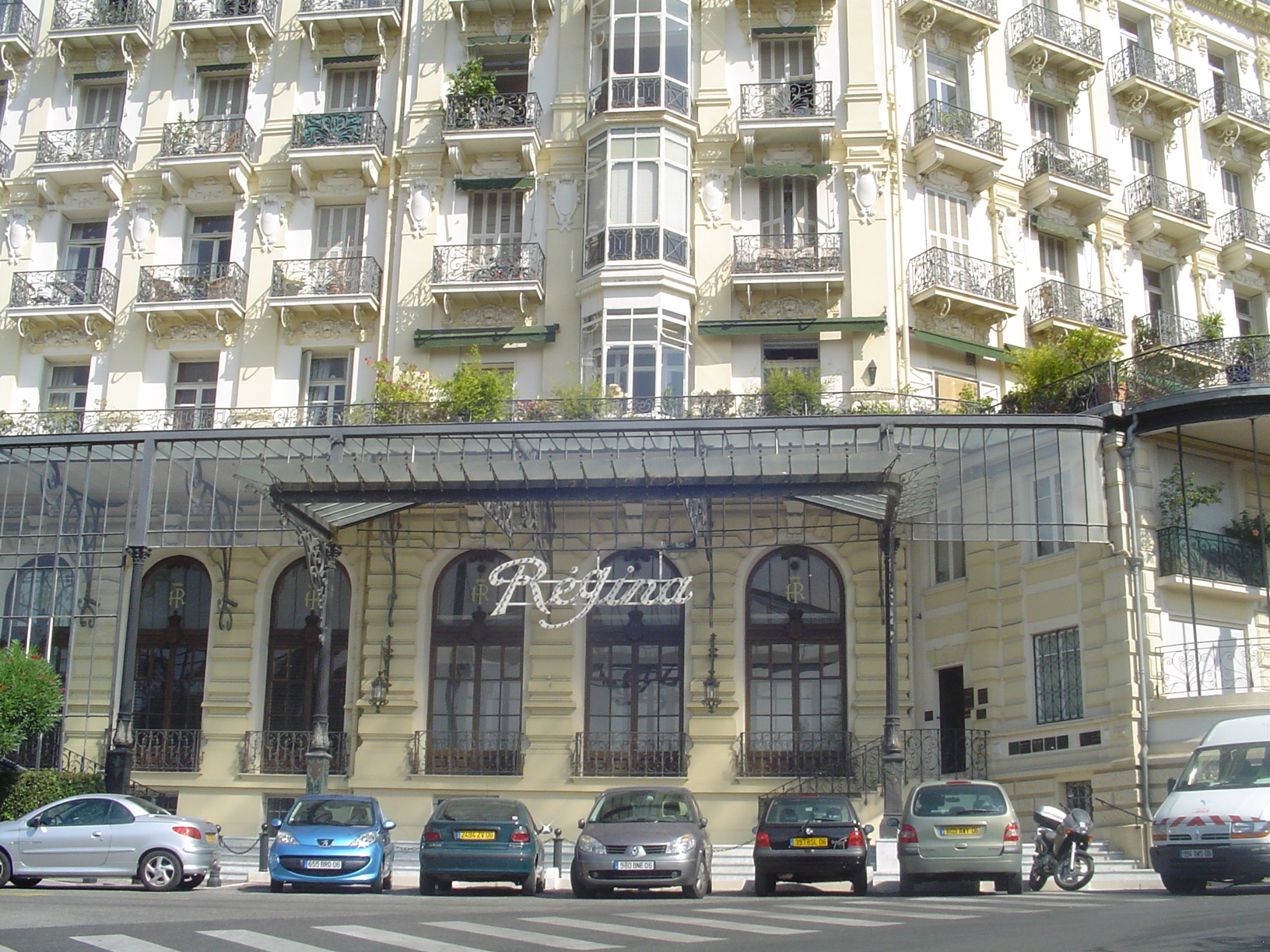

1992年7月6日，该建筑的立面、内部、花园以及维多利亚女王纪念碑等处列为法国历史古迹。